# Negoziazione
La negoziazione è un processo decisionale interpersonale che si rende necessario quando non è possibile raggiungere i propri obiettivi unilateralmente.

## La definizione
Non vi è unanime consenso sulla definizione; altri autori, propongono definizioni leggermente diverse: per Fisher e Ury (1981) la negoziazione è il modo di raggiungere i propri obiettivi attraverso uno scambio di informazioni volto a raggiungere un accordo con una controparte quando si hanno sia interessi comuni che interessi contrapposti. Se la negoziazione si riferisce ad un unico aspetto si ha un gioco a somma zero,  altrimenti si può avere una negoziazione win-win o integrativa.
Il concetto indica l'attività che coinvolge due o più individui o gruppi di persone che comunicano interattivamente gli uni con gli altri con lo scopo di raggiungere un accordo accettabile per tutti in merito a qualcosa. Di fatto la negoziazione si fonda su un'attività di scambio, che genera appagamento degli interessi di quanti coinvolti senza sacrificio di nessuno.
Dal punto di vista dell'economia aziendale, la negoziazione è una capacità gestionale irrinunciabile e al contempo un comportamento organizzativo strategico che impatta sull'efficienza della gestione di un'azienda.
Un ambito particolare della negoziazione è quello che riguarda le trattative tra persone provenienti da culture diverse (intese come nazioni di appartenenza, ambiti sociali, credo religiosi, gruppi etnici, background professionali, ecc.). Questo settore della negoziazione prende il nome di negoziazione interculturale.

### Le competenze del negoziatore
Secondo Strentz, i meccanismi da attivare nella negoziazione in generale e in particolare in quelle in stato di crisi sono prevalentemente collegabili alle abilità di ascolto attivo. Il processo di ascolto attivo comprende diversi tipi di tecniche, tra I quali:
1. Le tecniche di incoraggiamento verbale, come: Quando? Veramente. Oh. Poi. Che cosa?
2. Domande a risposta aperta: non sollecitare o incoraggiare risposte di tipo sì e no.
3. Ripetere le ultime parole che la controparte ha detto (tecnica della riformulazione).
4. Etichettatura emotiva: dì loro come suonano, arrabbiati, depressi, ecc.
5. Parafrasare trasmettendo quanto capito con parole proprie.
6. "i messaggi Io" - messaggi come "Mi sento a disagio quando parli in questo modo."
7. Effetto pause; capacità di aspettare, di non avere fretta, di tollerare il silenzio.
8. Recap: riassumere periodicamente ciò che hanno detto[5].

L'importanza delle capacità di ascolto attivo nella negoziazione viene enfatizzata anche dalla Harvard Law School nel suo Program on Negotiation dedicato alla risoluzione negoziata dei conflitti.
Secondo la “Scuola della Negoziazione dei Principi” sviluppata da Fisher e Ury, la competenza principale del negoziatore è quella di trovare dei principi condivisi nonostante le diversità presenti (ricerca del “common ground”) e questo richiede le seguenti competenze:
1. saper scindere le persone dal problema, focalizzarsi sul problema;
2. saper gestire le proprie emozioni;
3. apprendere a concentrarsi sugli interessi e non sulle posizioni
4. riuscire a generare una gamma di opzioni e possibilità prima di decidere cosa fare
5. riuscire a far sì che i risultati attesi dalla negoziazione si basino su qualche unità di misura oggettiva[7].